# 12e étape du Tour de France 1935
Pour un article plus général, voir Tour de France 1935.
La 12e étape du Tour de France 1935 s'est déroulée le mercredi 17 juillet.
Les coureurs relient Cannes (Alpes-Maritimes) à Marseille (Bouches-du-Rhône), au terme d'un parcours de 195 kilomètres.
Le Français Charles Pélissier  gagne l'étape et le Belge Romain Maes conserve sa place en tête du classement général.

## Classements

### Prix du meilleur grimpeur
Le classement à l'issue de l'étape est le suivant :
| Classement de la montagne | Classement de la montagne | Classement de la montagne | Classement de la montagne | Classement de la montagne |
| Coureur                   | Coureur                   | Pays                      | Équipe                    | Points                    |
| ------------------------- | ------------------------- | ------------------------- | ------------------------- | ------------------------- |

### Classement de l'étape
| \| Classement de l'étape \| Classement de l'étape \| Classement de l'étape \| Classement de l'étape \| Classement de l'étape \| \| Coureur \| Coureur \| Pays \| Équipe \| Temps \| \| --------------------- \| --------------------- \| --------------------- \| ------------------------- \| --------------------- \| \| 1er \| Charles Pélissier \| France \| Génial Lucifer-Hutchinson \| \| \| 2e \| Honoré Granier \| France \| \| \| \| 3e \| Joseph Mauclair \| France \| \| \| \| 4e \| Sylvère Maes \| Belgique \| \| \| \| 5e \| Pietro Rimoldi \| Italie \| \| \| \| 6e \| Félicien Vervaecke \| Belgique \| Alcyon-Dunlop \| \| \| 7e \| Jules Lowie \| Belgique \| \| \| \| 8e \| Charles Berty \| France \| \| \| \| 9e \| Maurice Archambaud \| France \| \| \| \| 10e \| Oskar Thierbach \| Allemagne \| \| \| |                    |           |                           |       |
| |                    |           |                           |       |
| |                    |           |                           |       |
| Classement de l'étape |                    |           |                           |       |
| Coureur | Coureur            | Pays      | Équipe                    | Temps |
| 1er | Charles Pélissier  | France    | Génial Lucifer-Hutchinson |       |
| 2e | Honoré Granier     | France    |                           |       |
| 3e | Joseph Mauclair    | France    |                           |       |
| 4e | Sylvère Maes       | Belgique  |                           |       |
| 5e | Pietro Rimoldi     | Italie    |                           |       |
| 6e | Félicien Vervaecke | Belgique  | Alcyon-Dunlop             |       |
| 7e | Jules Lowie        | Belgique  |                           |       |
| 8e | Charles Berty      | France    |                           |       |
| 9e | Maurice Archambaud | France    |                           |       |
| 10e | Oskar Thierbach    | Allemagne |                           |       |

### Classement général à l'issue de l'étape
| \| Classement général \| Classement général \| Classement général \| Classement général \| Classement général \| \| Coureur \| Coureur \| Pays \| Équipe \| Temps \| \| ------------------ \| ------------------ \| ------------------ \| ------------------ \| ------------------ \| \| 1er \| Romain Maes \| Belgique \| Alcyon-Dunlop \| \| \| 2e \| Francesco Camusso \| Italie \| Legnano-Wolsit \| \| \| 3e \| Georges Speicher \| France \| \| \| \| 4e \| Ambrogio Morelli \| Italie \| \| \| \| 5e \| Félicien Vervaecke \| Belgique \| Alcyon-Dunlop \| \| \| 6e \| Sylvère Maes \| Belgique \| \| \| \| 7e \| Jules Lowie \| Belgique \| \| \| \| 8e \| René Vietto \| France \| Helyett-Hutchinson \| \| \| 9e \| Gabriel Ruozzi \| France \| \| \| \| 10e \| Maurice Archambaud \| France \| \| \| |                    |          |                    |       |
| |                    |          |                    |       |
| |                    |          |                    |       |
| Classement général |                    |          |                    |       |
| Coureur | Coureur            | Pays     | Équipe             | Temps |
| 1er | Romain Maes        | Belgique | Alcyon-Dunlop      |       |
| 2e | Francesco Camusso  | Italie   | Legnano-Wolsit     |       |
| 3e | Georges Speicher   | France   |                    |       |
| 4e | Ambrogio Morelli   | Italie   |                    |       |
| 5e | Félicien Vervaecke | Belgique | Alcyon-Dunlop      |       |
| 6e | Sylvère Maes       | Belgique |                    |       |
| 7e | Jules Lowie        | Belgique |                    |       |
| 8e | René Vietto        | France   | Helyett-Hutchinson |       |
| 9e | Gabriel Ruozzi     | France   |                    |       |
| 10e | Maurice Archambaud | France   |                    |       |